# Liste der Bodendenkmäler in Heimertingen
Auf dieser Seite sind die Bodendenkmäler in der schwäbischen Gemeinde Heimertingen zusammengestellt. Diese Tabelle ist eine Teilliste der Liste der Bodendenkmäler in Bayern. Grundlage ist die Bayerische Denkmalliste, die auf Basis des Bayerischen Denkmalschutzgesetzes vom 1. Oktober 1973 erstmals erstellt wurde und seither durch das Bayerische Landesamt für Denkmalpflege geführt wird. Die folgenden Angaben ersetzen nicht die rechtsverbindliche Auskunft der Denkmalschutzbehörde.

## Bodendenkmäler in Heimertingen
| Lage                      | Objekt | Akten-Nr.     | Bild           |
| ------------------------- | --- | ------------- | -------------- |
| (Standort)                | Burgus der römischen Kaiserzeit und Burgstall des Mittelalters.                                                   | D-7-7926-0006 |                |
| Ulmer Straße 7 (Standort) | Mittelalterliche und frühneuzeitliche Befunde im Bereich der katholischen Pfarrkirche St. Martin in Heimertingen. | D-7-7926-0007 | weitere Bilder |
| (Standort)                | Siedlung des Neolithikums und der römischen Kaiserzeit.                                                           | D-7-7926-0008 |                |
| (Standort)                | Siedlung des Neolithikums.                                                                                        | D-7-7926-0009 |                |
| (Standort)                | Gräber der Merowingerzeit.                                                                                        | D-7-7926-0012 |                |